# Villaurbana
Villaurbana település Olaszországban, Szardínia régióban, Oristano megyében. Lakosainak száma 1462 fő (2023. január 1.). Villaurbana Mogorella, Oristano, Palmas Arborea, Siamanna, Usellus, Allai, Ruinas és Villa Verde községekkel határos.

## Népesség
A település lakossága az elmúlt években az alábbi módon változott:
| Lakosok száma | 1645 | 1631 | 1462 |
|               | 2017 | 2018 | 2023 |